# La Paraguaya
La Paraguaya és un centre poblat de l'Uruguai, ubicat a l'oest del departament de Soriano. Té una població aproximada de 300 habitants, segons les dades del cens de 2004.
Es troba a 62 metres sobre el nivell del mar.